# ソニック ドリフト2
『ソニック ドリフト2』（ソニック ドリフトツー）は、セガ・エンタープライゼスが1995年3月17日に発売したゲームギア用のレースゲーム。2012年11月14日にニンテンドー3DSのバーチャルコンソールにてローカル対戦の機能を追加した上で配信開始した。

## ゲームシステム
一作目と同様のルールにさらに複数キャラクターを追加し、コースも増え、画面効果の演出も増えた。
また、GPの際ライバルの速さ等の難易度も再調整され積極的に妨害してくるようになった。
走行妨害ありの対戦要素の強いレースゲームで、同時に対戦可能なのは2名まで。
また、キャラクター数は増えているものの同時に走ることができるキャラクターは4名までになっていて、最初にプレイヤーが選ぶか、オートで決定するかで決まる。

### 操作方法
- 方向ボタン左右 - ステアリング
- 方向ボタン上 - スペシャルパワー
- 1ボタン - ブレーキ
- 2ボタン - アクセル

### ドリフトについて
1、2ボタン同時押しをしながらステアリングを切ると、ドリフトが可能になる。ただし、長時間ドリフトをおこなうとスピンする。
ドリフトの性能は各キャラクターによって異なる。

### アイテム
リング
スペシャルパワーを使用するために使う、通貨のようなアイテム。コース上に落ちている。
ジャンプバネ
その場で回転しながらジャンプする。この際にカーブに居た場合、その影響をうけなくなる。コースによっては道が途切れた再の回避揚として設置されている。
ダッシュBOX
一定時間最高速度以上の速度で走ることができる。スピン後の対応策としても優秀。
ジャンプBOX
ジャンプバネ同様の効果を、任意のタイミングで発動できるアイテム。
機雷BOX
敵に対して機雷を投げつける。当たった相手をスピンさせる。
無敵BOX
一定時間無敵になり、体当たりにより相手をスピンさせることができるようになる。ただし、前記のジャンプバネおよびジャンプBOXを使用すると強制的に無敵が解除される。
フラッシュスター
画面がフラッシュし、相手全体がふらふらになる。
リバースボール
ごく短い時間、左右の操作が逆になる。

## モード
CHAOS GP
グランプリに参加する。全コースで一位になると1対1のスペシャルレースに挑戦できる。
FREE RUN
タイムアタックに参加する。
VERSUS
最大2名まで同時対戦できるモード。バーチャルコンソール版ではローカル対戦選択時にしか選択できない。
OPTION
ゲーム環境設定ができる。難易度はノーマルとハードのみ

## キャラクター
以下には各キャラクターが使用するレースカーの特徴を記す。なお、これらのレースカーは架空の物であり、メタルソニックとファングの物以外は風に因んだ名称が与えられている。
ソニック
マシンはサイクロン。
スペシャルパワー：ダッシュ（ダッシュBOXと同効果）
最高速に優れ、ハンドリングがやや難ありである以外の性能は平均的
カーブでドリフトを多用するのであれば扱いやすい。
サイクロン（Cyclone）の意味は英語で「低気圧・暴風」
テイルス
マシンはMTP-02ホイールウインドS7。
スペシャルパワー：ジャンプ（ジャンプBOXおよびジャンプバネと同効果）
とび抜けた能力値が無いものの、全能力が平均であり扱いやすい。
加えてジャンプでコーナーの対処もしやすいため初心者におすすめ。
ホイールウィンド（Whirlwind）の意味は英語で「つむじ風・竜巻」
エミー
マシンはブリーズ。
スペシャルパワー：ハートアタック（相手を一定時間速度低下させる投擲設置系トラップ）
加速とハンドリングに優れるが最高速に難がある。
カーブの多い場所では非常に扱いやすい。
ブリーズ（breeze）の意味は英語で「そよ風」
ドクター・エッグマン
マシンはエッグ・タイフーン。
スペシャルパワー：機雷（相手をスピンさせる投擲設置系トラップ）
パワーがありぶつかった相手をスピンさせやすい。最高速も非常に高いが、
加速力が全キャラクター中最下
クラッシュしない自信があるのであれば高スコアが出せる上級者向け。
タイフーン（typhoon）の意味は英語で「熱帯性暴風」
メタルソニック
マシンはブルーデビル。
スペシャルパワー：スーパーダッシュ（ダッシュ以上の速度を一定時間保てる。）
ソニックと似たパラメーターだが最高速がより早く、ハンドリングはソニックより弱い。
このキャラクターのスペシャルパワーのみリングを３消費するため注意。
ファング
マシンはマーベラスクイーン。
スペシャルパワー：オイルボール（相手をスピンさせる投擲設置系トラップ）
加速に優れ、マシンが小さいため相手をかわしやすい。欠点は小型のマシンの割に小回りが利かずハンドリングに難がある。
テクニックに自信があるのであれば平均的な速度と加速の速さが期待できるためおすすめ。
ナックルズ
マシンはテンペスト。
スペシャルパワー①：ジャンプ（ジャンプBOXおよびジャンプバネと同効果）
スペシャルパワー②：パンチ（敵隣接時発動で相手をスピンさせる。）
ハンドリングが良好であり、逆に最高速がやや低い。
エミーとよく似たパラメーターだが、
何より実質二つのスペシャルパワーが使える事が強み。
テンペスト（tempest）の意味は英語で「嵐」